# Mellicta fasciata
Mellicta fasciata är en fjärilsart som beskrevs av Vorbrodt 1912. Mellicta fasciata ingår i släktet Mellicta och familjen praktfjärilar. Inga underarter finns listade i Catalogue of Life.